# Дейна (Айова)
Дейна (англ. Dana) — місто (англ. city) в США, в окрузі Грін штату Айова. Населення — 38 осіб (2020).

## Географія
Дейна розташована за координатами 42°6′26″ пн. ш. 94°14′18″ зх. д. / 42.10722° пн. ш. 94.23833° зх. д. (42.107097, -94.238368).  За даними Бюро перепису населення США в 2010 році місто мало площу 0,73 км², уся площа — суходіл.

## Демографія
Згідно з переписом 2010 року, у місті мешкала 71 особа в 25 домогосподарствах у складі 17 родин. Густота населення становила 97 осіб/км².  Було 32 помешкання (44/км²).
Расовий склад населення:
| - 91,5 % — білих - 8,5 % — чорних або афроамериканців |

До двох чи більше рас належало 0,0 %. Частка іспаномовних становила 2,8 % від усіх жителів.
За віковим діапазоном населення розподілялося таким чином: 29,6 % — особи молодші 18 років, 61,9 % — особи у віці 18—64 років, 8,5 % — особи у віці 65 років та старші. Медіана віку мешканця становила 39,5 року. На 100 осіб жіночої статі у місті припадало 108,8 чоловіків;  на 100 жінок у віці від 18 років та старших — 117,4 чоловіків також старших 18 років.
Середній дохід на одне домашнє господарство  становив 34 990 доларів США (медіана — 30 694), а середній дохід на одну сім'ю — 31 365 доларів (медіана — 29 250). За межею бідності перебувало 21,7 % осіб, у тому числі 57,1 % дітей у віці до 18 років та 0,0 % осіб у віці 65 років та старших.
Цивільне працевлаштоване населення становило 32 особи. Основні галузі зайнятості: виробництво — 43,8 %, науковці, спеціалісти, менеджери — 15,6 %, роздрібна торгівля — 12,5 %, освіта, охорона здоров'я та соціальна допомога — 12,5 %.